# Алессандро Маньяско
Алессандро Маньяско (італ. Magnasco, Alessandro), на прізвисько Ліссандріно (італ. Lissandrino; 4 лютого 1667, Генуя — 19 березня 1749, Генуя) — представник генуезької школи живопису, живописець доби бароко. Малював пейзажі, релігійні композиції, твори жанрової тематики.

## Біографія
Алессандро був сином художника Стефано Маньяско . Від нього і отримав перші уроки малювання. Сам Стефано Маньяско був учнем генуезького майстра Валеріо Кастелло (1624—1659) . Зрозуміло, що авторитетом для Алессандро початківця міг бути і Валеріо Кастелло, про якого йому розповідав батько.
В Генуї пізно сформувалась власна художня школа. Тому місцеві майстри не стільки спирались на традиції місцевих майстрів, скільки творчо запозичували знахідки інших художніх центрів. Дослідники які тільки впливи не вбачають — і іспанців, і фламандців, і митців з заальпійських країн. Це не дивно, бо Генуя десятиліттями була космополітичним містом-портом і період 17 ст. не був винятком.
Алессандро народився в Генуї. Вважають, що перші художні враження отримав від картин Джованні Бенедетто Кастільйоне та Валеріо Кастелло. Але талановитий Кастільйоне не передав Маньяско ані свого колористичного дару, ані радісного світосприйняття. Це не позначилося погано на творчості Маньяско, скарби творчості якого існують без зв'язку з проблемою колоризму, як це і у Франсуа Мілле (1814—1875), Джузеппе Марія Креспі (1665—1747), Жеріко(1791—1824).
Навчався в Мілані у художника Філіппо Абіаті. Але це технічні навички і опанування майстерності. Аббіаті був відомий як майстер портретів. Деяку кількість портретів створив і Маньяско, серед них і автопортрет (зберігався в збірці Кассірер у Берліні). Саме в Берліні розпочалося відновлення пам'яті про забутого у 19 ст. Алессандро Маньяско, коли у 1914 р. пройшла велика виставка творів генуезького майстра.
Пригнічена атмосфера тодішнього Мілану, завойованого іноземцями, інквізиція, доноси, атмосфера ворожості і щоденної небезпеки вплинули настільки сильно на майстра, що у нього годі й шукати картин з веселими темами. Тільки трагедійні події і приваблювали Маньяско. Навіть зовнішньо спокійні сюжети Маньяско подає схвильовано, драматично, неспокійно. Він тривалий час буде пов'язаний з Міланом, не пориваючи зв'язків (художніх і родинних) з родичами в Генуї. Алессандро встигне попрацювати окрім Мілану і у Флоренції, але його вважатимуть за представника генуезької школи.
У 1723—1737 рр. він придворний художник герцога Джан Гастоне Медічі у Флоренції. Це наче була спроба Маньяско призвичаїтися до придворного світу. Дивиною виглядають картини з зображенням герцога Джан Гастоне Медічі на полюванні, що так подобались вельможі. Але дослідники виділяють не заурядні сцени полювання, а пейзажний живопис, котрий захопив Алессадро Маньяско у Флоренції.
Вважають, що на тематику картин Маньяско вплинули твори лотарингця Жака Калло та італійця Сальватора Роза , останній теж попрацював у Флоренції після непривітного до нього папського Риму.

## Маньяско та комедія дель арте
Надзвичайно важливою сторінкою життя Маньяско, однак, була зустріч з мистецтвом комедії дель арте. Мистецтвознавець Дживелегов А. К. писав 
| Комедія дель арте сформувалась як театр народний та демократичний. Вона сатирично подавала вже відживаючі суспільні типи і по своєму вела боротьбу з феодально-католицькою реакцією за допомогою імпровізації аби вислизнути з рук поліції. Комедія дель арте була явищем типовим та національним за своїм характером. Вона зберігала відблиски могутньої культури італійського Відродження, кращого, що в ній було - світський дух, вільне ставлення до всього, сміливість в критиці і гинучу людяність[7] </ref>. |
Останні роки життя Алессандро Маньяско працював в Генуї, де і помер.

## Несмішні жарти Маньяско

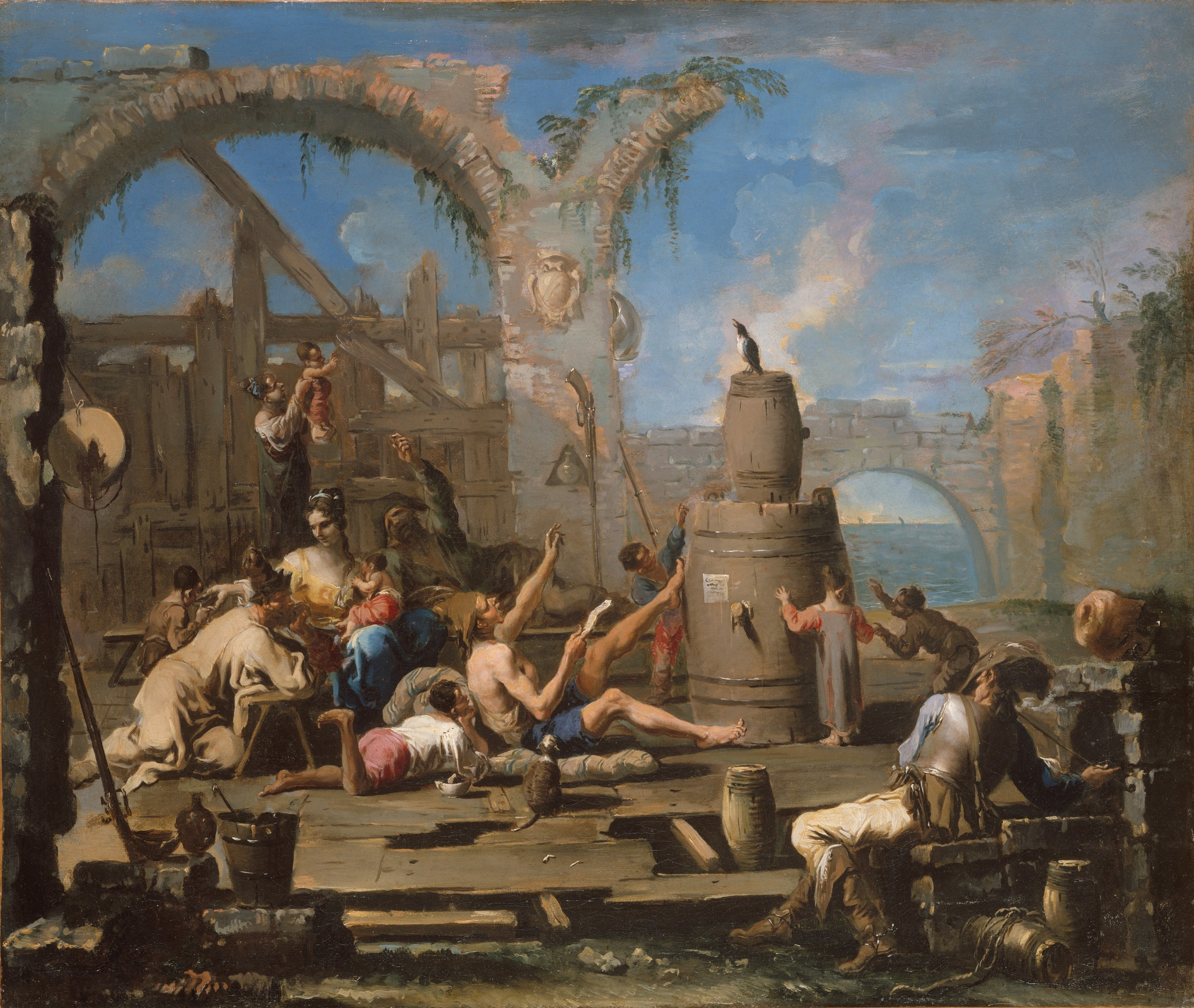
«Там -дресирована сорока !» Метрополітен-музей.

У роки 1703–1711 Маньяско познайомився з італійським театром дель'арте. Досить примітивний, брутально-грубий репертуар театру зумовив появу в картинах майстра акторів і акробатів (арлекінів, коломбін, пульчинел, паяців). Тоді ж з'явилося декілька картин з навчанням, дресурою тварин. Паяц навчає ворону, сороку чи мавпу. Зовні смішна ситуація, коли навчання не йде успішно, подається неспокійно, тривожно. Художник наче наперед знає, що все скінчиться песимістично. Це несмішні жарти Маньяско або спроби пожартувати.

## Релігійні і побутові композиції

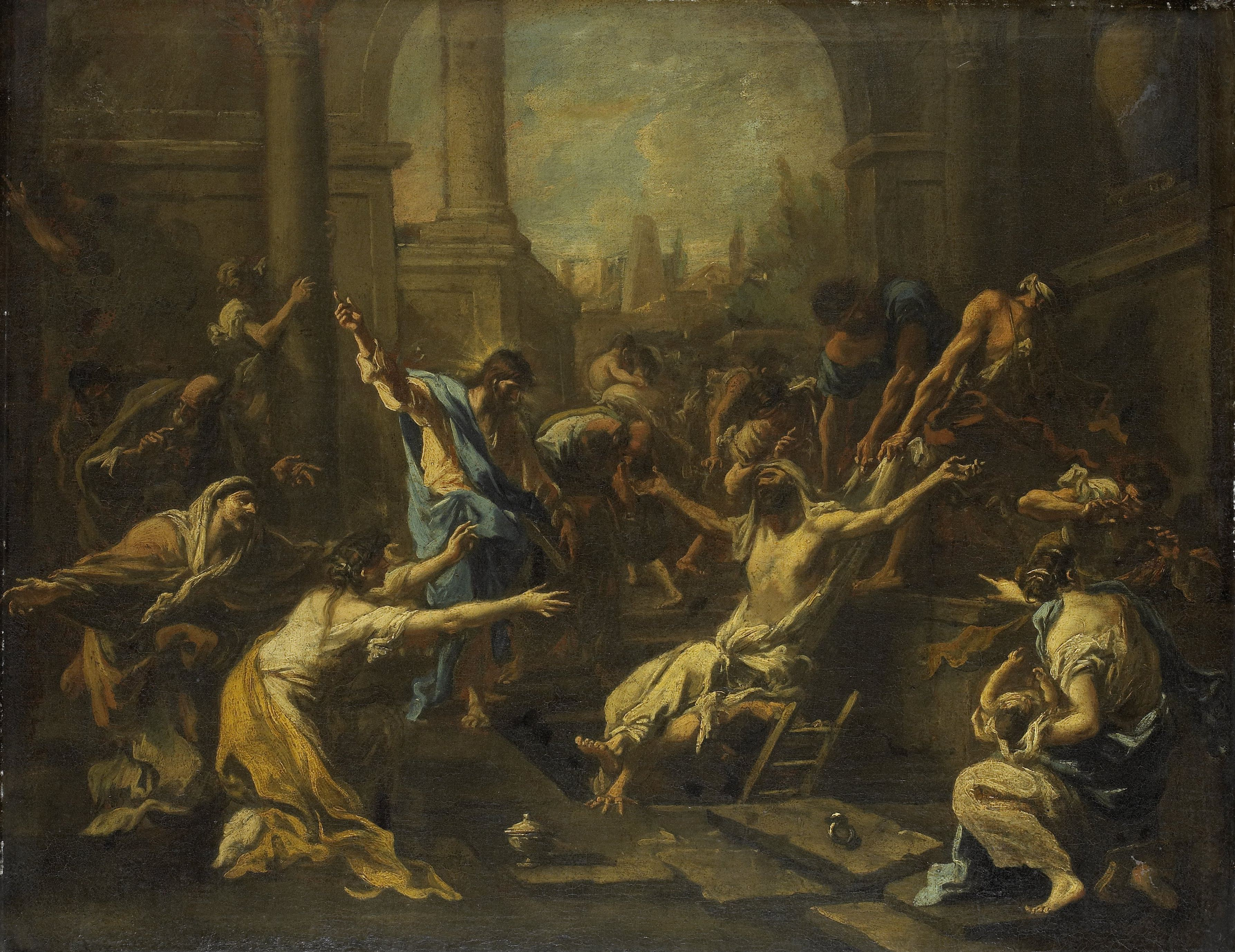
Худ. Маньяско, «Христос воскрешає померлого Лазаря», Риксмузей, Амстердам.

В його творчому доробку чимало картин релігійних або з життя католицьких монастирів і ченців. Він один з небагатьох майстрів Італії, якого ніби ніяк не приваблює індивідуальне обличчя людини. Це майстер натовпу, при чому його натовп неприємний, намальований без приязні.
В картині «Христос воскрешає померлого Лазаря» нібито приємна подія, диво, адже до життя повертають померлого. Жінки впали на коліна і голосять. Чоловіки тягнуть на простирадлах ще неслухняне тіло з підземелля. Але зовні радісна подія нікого не тішить, диво, явлене Христом, залишається драмою без полегшення і не обіцяє свята нікому.
Не відчував ворожості до ченчів. Хоча присмак абсурду і марноти життя неодмінно присутній в кожній картині з монастирського існування («Ченці за їжею», «Чорниці за працею», «Похорон ченця»). Полегшення не відчувається навіть в картині «Ченці в бібліотеці монастиря». Це марнування часу і нездатність роз'язати драматичні загадки існування, навіть залучившись до читання.
Сучасного глядача полонить драматизм картини. Але розчаровує неприємний натовп, де неможливо відшукати жодної привабливої постаті. До того ж персонажі ніби на одне обличчя, наче близнюки. Індивідуальність стерлась або назавжди загубилась. Героєм став натовп, позбавлений привабливих особ і індивідуальностей, що так відрізняє твори Маньяско від картин попередників — італійців (Тиціан, Караваджо, Матіаса Стомера, Гверчіно, де теж є натовп) чи сучасників (Тьєполо, Креспі).
Вітторе Гісланді довго і вимушено малював портрети пересічних, непривабливих зовні, незначних людей. Та навіть незначні у Гісланді — індивідуальні. Товсту і зовні неприємну Бертраму де Вальсечі не роблять привабливою ні мереживо, ні бруствер намистин на тройному підборідді. Але яка індивідуальність, нехай і зовнішня (Академія Каррара, Бергамо). Розкішне вбрання кавалеру ордену Костянтина не додало привабливості особі, що дивиться з презирством і цинізмом. Але індивідуальність вражає, втрачене ім'я (аби встановили його наново) нічого б нового у характерний, пихатий образ не додало(музей Польді Пеццолі, Мілан). І нічого індивідуально-подібного — не знайти у Маньяско.

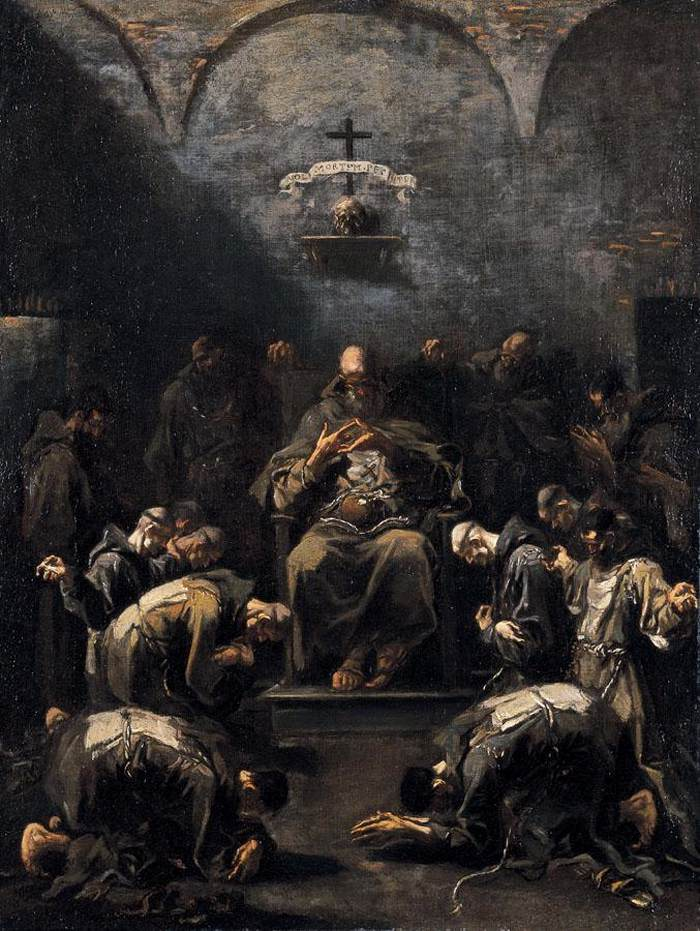
Молитва під час каяття ченців, приватн. збірка
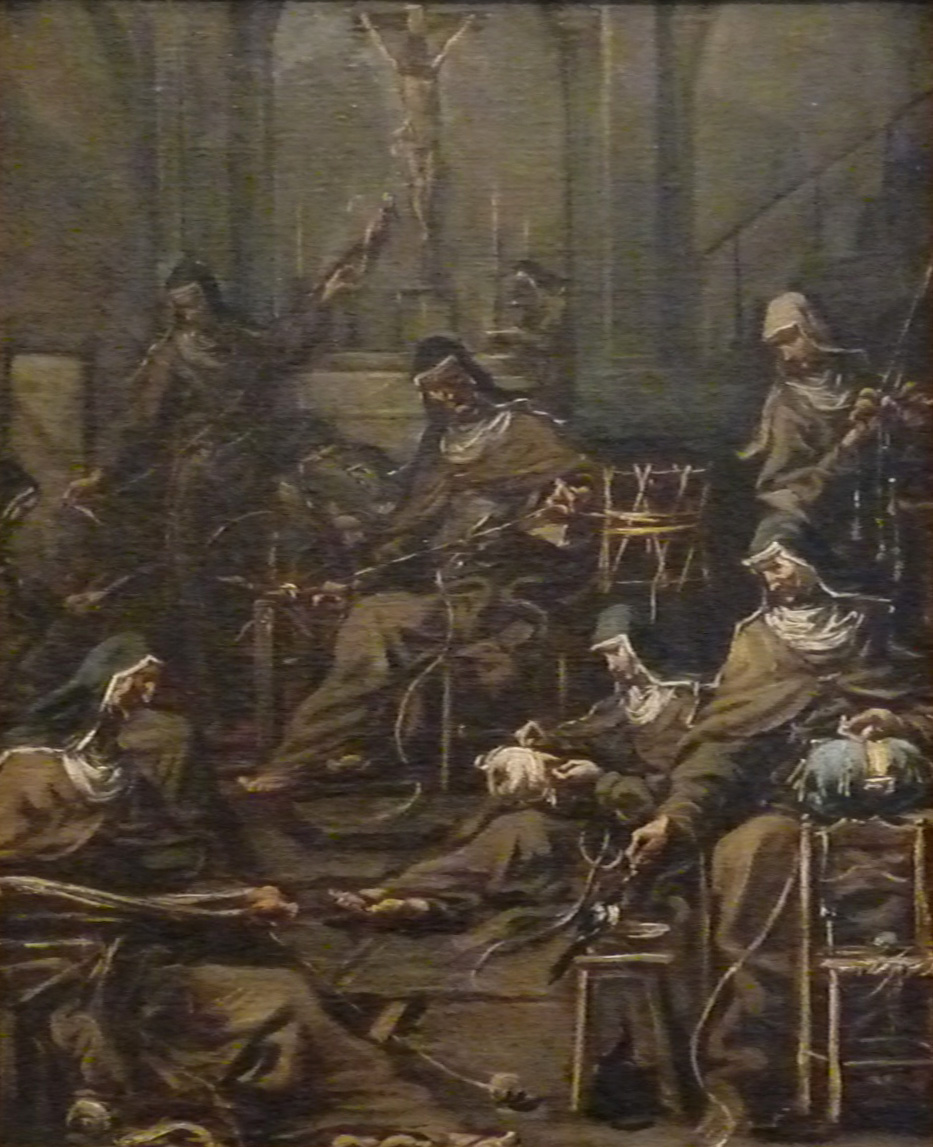
Прядильна майстерня жіночого монастиря. Страсбур.

## Пейзажі

«Бенкет в парку в Альбаро», бл. 1740 р.

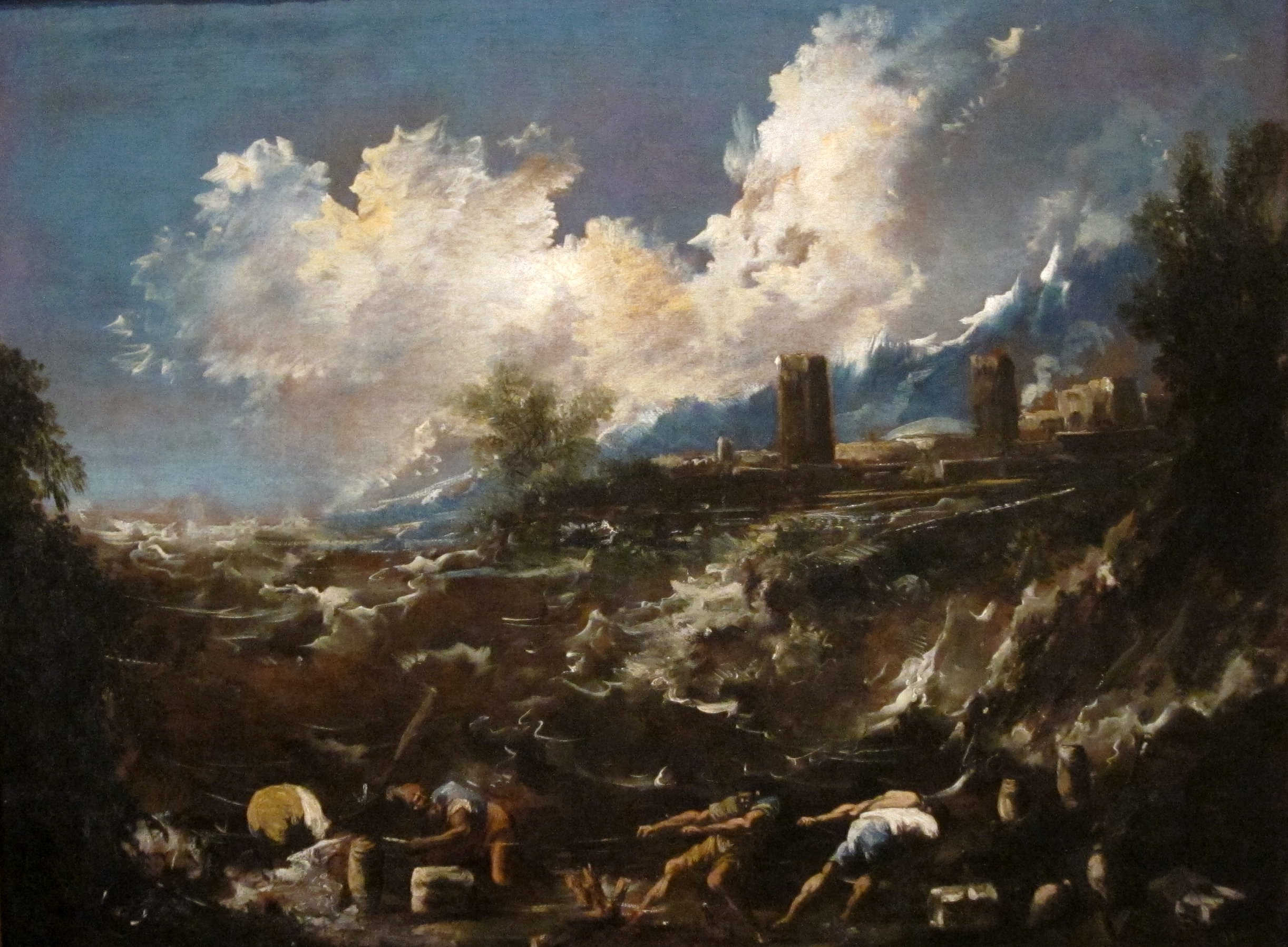
«Рибалки біля розбурханого моря», Гонолулу

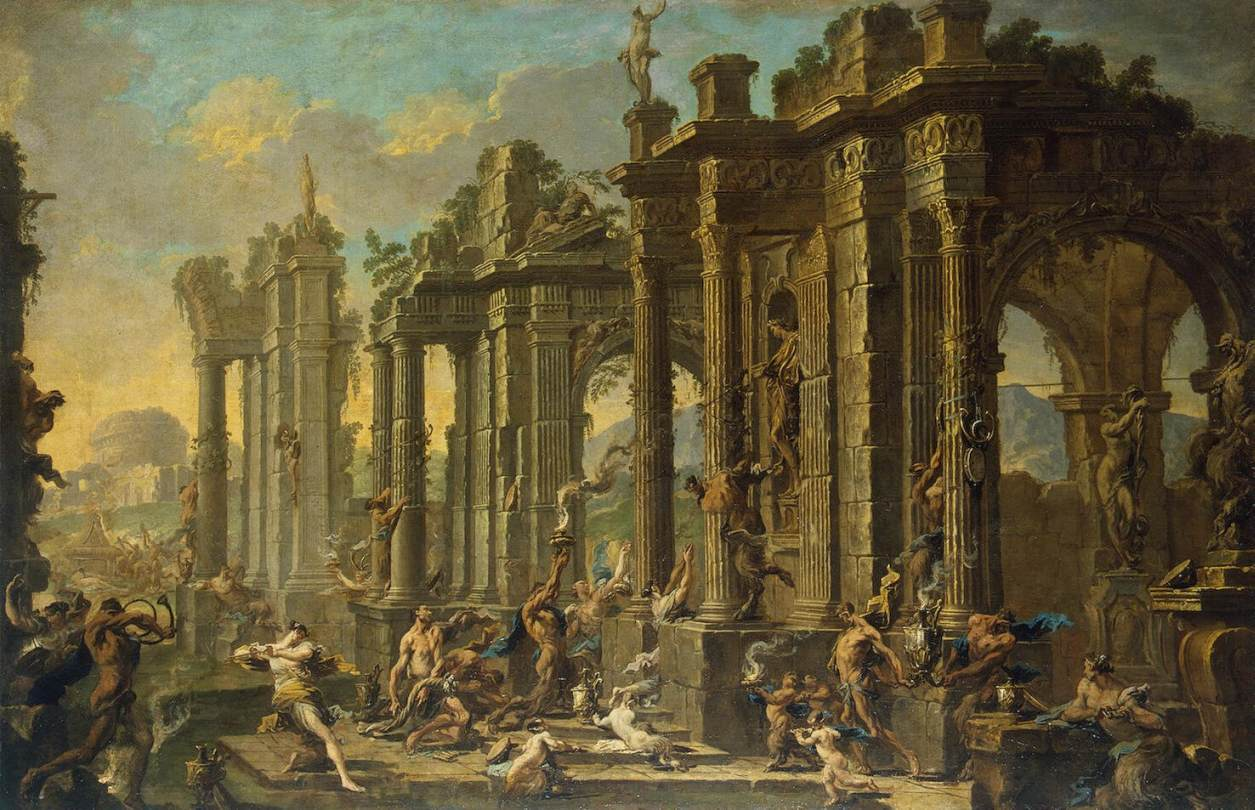
Худ. Маньяско «Вакханалія», Ермітаж.

Тривога і неспокій присутні майже в кожному пейзажі Маньяско. Наскільки радісні вакханалії Тиціана, настільки неприємна, гротескна «Вакханалія» Маньяско (Москва). Танцюристи немов хворі, а їх рухи позбавлені краси, грації, такої привабливої для італійців. Не відчувають поваги до руїн і ті, що не танцюють (античність для знедолених вакхантів-маргіналів не варта турбот і збереження). Для всіх присутніх історичне каміння, античні руїни як ліс, де все можна зламати, а потім відкочувати на нове місце без сорому за скоєне зло.
Ще один твір. Руїни давьоримського храму. Небо ясне. Натовп метушиться зі своїми дріб'язкими турботами (грають у карти, готують їжу, голяться тощо). Але тривога присутня й у ясному пейзажі. А пізня назва лише точно фіксує неспокійний настрій твору, бо який же спокій в таборі бандитів? (" Табір бандитів , Ермітаж, Петербург).

## Твори Маньяско в Україні

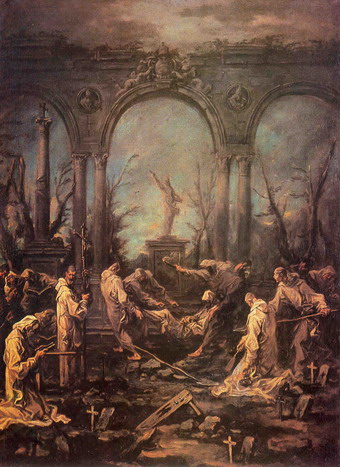
" Поховання ченця ", Київ, Національний музей мистецтв імені Богдана та Варвари Ханенків.

В збірках України є декілька творів Маньяско. В місті Одеса варіант композиції «Виголення тонзури в монастирі», що носить назву «Ченчі, що голять тонзури». В неохайному інтер'єрі ченці зайняті голінням. Фігури роз'єднані, нікому нема діла ні до песика, ні до рослин в горщіках на вікні, ні до заходу сонця. Все тане в сутінках і в песимізмі автора.
Повна безвихідь присутня і в полотні " Поховання ченця ", котре зберігають в Музеї мистецтв імені Богдана та Варвари Ханенків в Києві.
Обряд поховання — виконують буденно, один чернець читає заупокійну молитву, другий — нетерпляче чекає закінчення молитви. Трійця ченців тягне тіло, що спустять у яму без труни. Могилу щойно викопали. Лише молодий чернець без досвіду — з подивом слідкує за перебігом подій, не відкладаючи лопати. Сумує лише один чернець на колінах з горщіком. Але швидко все скінчиться, і на цвинтарі стане на одну могилу більше. Однакові хрестики давніх поховань нічого не міняють в тривожному і неприємно застиглому світі монастиря, та не тільки й тогочасного монастиря, що перебував в добу кризи…

## Вибрані твори
- «Автопортрет»[9]

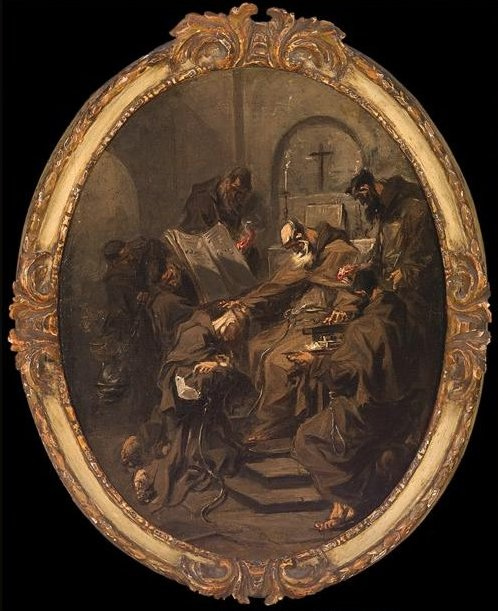
« В монастирі францисканів»

- «Там -дресирована сорока !», Метрополітен-музей
- «Чорниці в трапезній», Москва
- «Вакханалія» (різні варіанти)
- «Христос воскрешає померлого Лазаря», Ріксмузей, Амстердам
- «Монастирська бібліотека», Венеція.
- «Монастирська трапезна»,
- «Дон Кіхот в убогій кімнаті», Бассано, музей[10]
- « Пейзаж з фігурами»
- «Дессура сороки»
- «Розп'яття» (різні варіанти)
- « Гранд Канал в Венеції»
- «Похорон ченця» ,  Київ, Музей Ханенків
- « Виголення тонзури в чоловічому монастирі», Одеса
- « Рибалки біля розбурханого моря», Гонолулу
- «Гра в карти», Страсбур
- «Квартет зі співачкою» або «Концерт»
- «Лютнист і жінка біля каміну», Венеція
- «Гірський пейзаж» Ермітаж
- «Морське узбережжя»
- " В монастирі францисканів «
- „Ченці в бібліотеці монастиря“
- „Читаня катехізіса в церкві“»", 1715, Австрія, монастир Зайтенштеттен[11]
- «Синагога, молитва євреїв»1715, Австрія, монастир Зайтенштеттен[12]
- «Пейзаж з аскетом»
- «Алхімік», Мілан
- «Екстаз Св. Франциска Асізького»
- «Табір бандитів», Ермітаж
- «Катування в'язня в єзуїтській тюрмі»,[13]
- «Суд в єзуїтській тюрмі»,[14]